# Federala skyddstjänsten
Federala skyddstjänsten (FSO) i Ryssland, Федеральная служба охраны (Federal'naya sluzhba ochrany), är en central militär myndighet, som lyder direkt under den Ryska federationens president.

## Uppdrag
FSO:s uppgift är att skydda den högsta statsledningen i Ryssland. Detta sker genom att förebygga och upptäcka anslag mot statsledningen, samt genom att skydda personer, byggnader, strukturer inrättningar och kommunikationer, som tillhör eller används av den högsta statsledningen. Till FSO hör också Ryska federationens centrala signalspaningsorgan. FSO ansvarar även för genomförandet av den högsta statsledningens ceremoniella funktioner. FSO har 30 000 anställda.

## Organisation

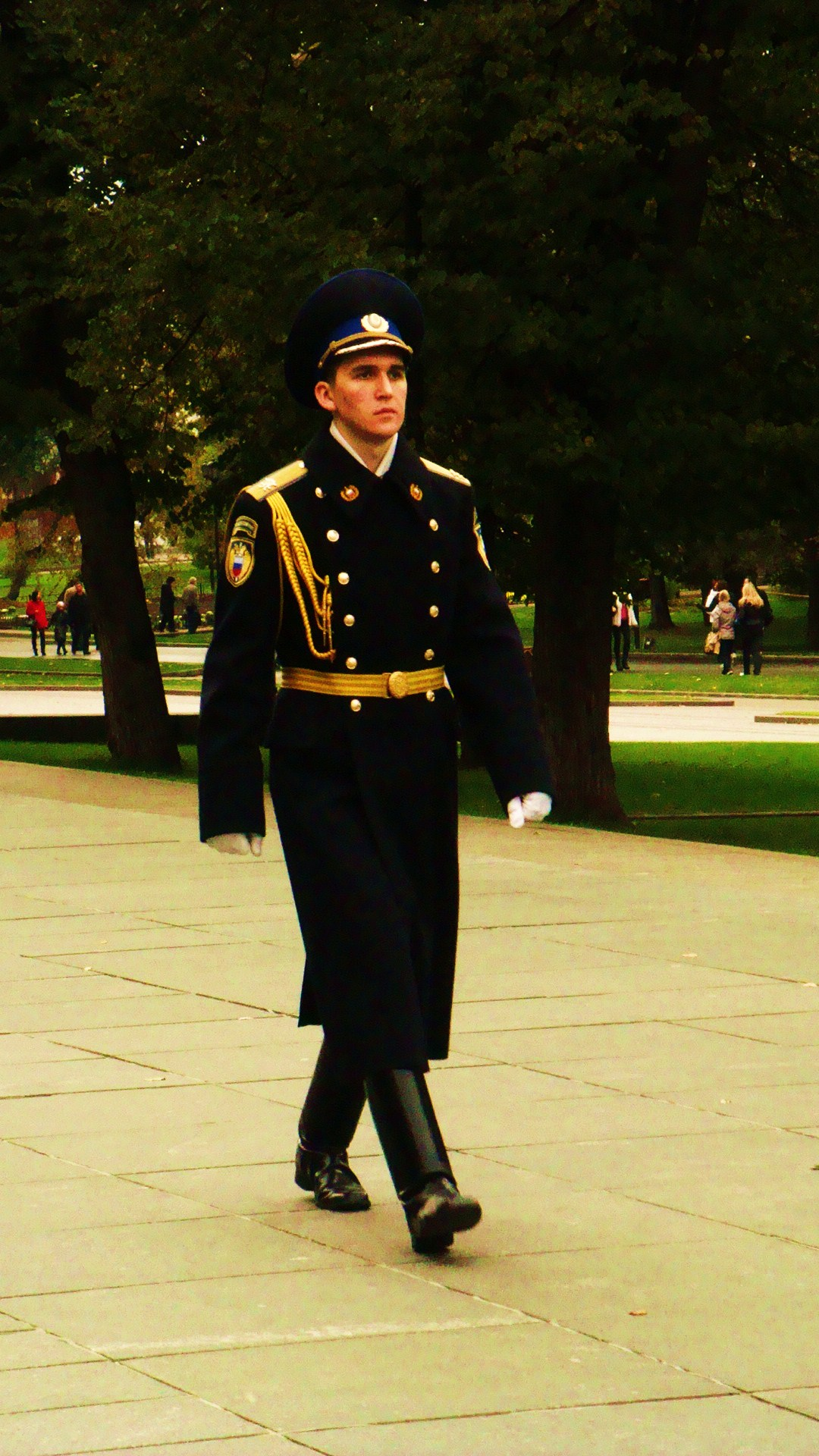
Soldat från Prezidentskiy polk.

### Central organisation
- Chef (en fyrstjärnig general) och stab
- Presidentens personskydd
- Skyddsåtgärder
- Kommendanturen för Moskvas Kreml
  - Presidentens regemente (Президентский полк - Prezidentskiy polk)
  - Presidentens musikkår
- Spetssvjaz, signalskydds- och signalspaningsorgan, efterföljare till FAPSI.
- Tekniskt understöd
- Logistiskt understöd
  - Presidentens fordonspark
- Kontrollorgan

### Territoriell organisation
- Skyddstjänst i Nordvästra federala distriktet
- Skyddstjänst i Kaukasus
- Spetssvjaz i Rysslands federala distrikt
- Spetssvjaz i Rysslands federationssubjekt

## Militärhögskola
Till FSO är knutet en militärhögskola, Академия ФСО России (Akademiya FSO Rossii).

### Officersutbildning
Officersutbildning ges inom följande ämnesområden där yrkesexamen på akademisk nivå avläggs:
- Informations- och kommunikationsteknik och speciella kommunikationssystem (5 år)
- Informationssäkerhet för telekommunikationssystem (5 år)
- Säkerhetsrätt (6 år)
- Tillämpning av automatiserade system för speciella ändamål (5 år)

### Specialistofficersutbildning
Specialistofficersutbildningen ges inom följande ämnesområden där teknikerexamen på yrkeshögskolenivå avläggs.
- Flerkanaliga telekommunikationssystem (2 år 9 mån)
- Radiokommunikation, radio och TV (2 år 9 mån)
- Kommunikationsnät och växelsystem (2 år 9 mån)